# Čabiny
Čabiny (em húngaro: Csebény; rusyn: Чабины; ucraniano: Чабини) é um município da Eslováquia, situado no distrito de Medzilaborce, na região de Prešov. Tem 38,84 km² de área e sua população em 2018 foi estimada em 346 habitantes.

## Demografia
| Ano:        | 1994 | 2004   | 2014   | 2024    |
| ----------- | ---- | ------ | ------ | ------- |
| Broj ljudi: | 393  | 409    | 374    | 280     |
| Razlika:    |      | +4,07% | -8,55% | -25,13% |

| Ano:               | 2023 | 2024   |
| ------------------ | ---- | ------ |
| Número de pessoas: | 292  | 280    |
| Diferença:         |      | -4,10% |